# Alojz Lah
Alojz Lah (né le 17 juillet 1958) est un cavalier slovène. Il a participé à deux épreuves aux Jeux olympiques d'été de 1984.